# Agustín Aranzábal
Agustín Aranzábal Alkorta (ur. 15 marca 1973 w San Sebastián) – hiszpański piłkarz występujący najczęściej na pozycji lewego obrońcy.

## Kariera klubowa
Agustín Aranzábal zawodową karierę rozpoczynał w 1992 roku w Realu Sociedad. W pierwszym sezonie spędzonym na Estadio Anoeta występował w drugiej drużynie Realu, jednak w kolejnych rozgrywkach znalazł się już w podstawowej kadrze drużyny. Miejsce w pierwszej jedenastce Sociedad Aranzábal wywalczył sobie w sezonie 1994/1995, w którym na boisku pojawił się 33 razy. W kolejnych latach Agustín wciąż w dużym stopniu stanowił o sile defensywy swojego klubu. W sezonie 1997/1998 razem z drużyną niespodziewanie zajął trzecie miejsce w rozgrywkach Primera División. Łącznie dla Realu Sociedad Aranzábal rozegrał 321 ligowych pojedynków, w których 5 razy wpisał się na listę strzelców.
Latem 2004 roku Aranzábal podpisał kontrakt z Realem Saragossa, gdzie w pierwszym sezonie gry wystąpił w 21 pojedynkach. W kolejnych rozgrywkach hiszpański obrońca zajmował już miejsce na ławce rezerwowych „Blanquillos”, a po zakończeniu sezonu 2006/2007 odszedł z klubu. W 2007 roku Hiszpan przeniósł się do amatorskiej drużyny CD Vera, a w 2008 roku zakończył karierę.

## Kariera reprezentacyjna
W reprezentacji Hiszpanii Aranzábal zadebiutował 7 czerwca 1995 roku w spotkaniu przeciwko Armenii. W 1996 roku brał udział w Igrzyskach Olimpijskich. W 1998 roku znalazł się w kadrze Javiera Clemente na mistrzostwa świata. Na imprezie tej Hiszpanie nie wyszli ze swojej grupy, a sam Agustín nie zagrał w żadnym z pojedynków. W 2000 roku José Antonio Camacho powołał Aranzábala na mistrzostwa Europy. Na Euro Hiszpanie musieli w ćwierćfinale uznać wyższość późniejszych triumfatorów całej imprezy – Francuzów, a wychowanek Realu Sociedad wystąpił w trzech meczach w pełnym wymiarze czasowym. Łącznie dla drużyny narodowej rozegrał 28 spotkań.